# Joseph Emmanuel Jérôme Zaman
Pour les articles homonymes, voir Zaman (homonymie).
Joseph Emmanuel Jérôme Zaman (Bruxelles, 10 mai 1812 - Bruxelles, 11 juillet 1894), était un maître de carrière et un industriel belge, il fut aussi sénateur.
Zaman était le fils de l'avocat et industriel Joseph Bernard Zaman en de Barbe Wyns. Il épousa la comtesse Cécile du Monceau (1819-1905) qui lui donna quatre enfants.
Un de ses oncles était François Wyns de Raucour, bourgmestre de Bruxelles.

## Biographie

### Origines
La famille Zaman est une famille originaire du pays de Waes, dans l'actuelle province de Flandre-Orientale.
Selon Charles Poplimont, qui réunit dans la même rubrique diverses familles ou branches « Zaman » dont deux familles nobles « de Zaman », « cette famille est originaire du pays de Waes, où sa noblesse occupe un rang très distingué ».... Selon Poplimont ils ont comme ancêtre commun Pierre Zaman, mayeur "héréditaire" de Sinaï et de Belsele en 1526.
Quoi qu'il en soit, la branche de la famille Zaman dont il est question ici, originaire du village de Sinaai n'était pas noble et Joseph reçut concession de noblesse de Léopold Ier le 8 octobre 1858.

### L'industriel

#### Exploitation du porphyre
Joseph Zaman, jeune homme d'affaires commença en 1844 à Quenast à racheter des carrières et prend la tête des différentes carrières de Quenast, dont celle d'Alexandre Solvay, le père d'Ernest Solvay. Il englobé les plus belles carrières de la région et fédère la vingtaine de carrières acquises en créant en 1854 la Société Zaman et Cie qui prend le statut de société anonyme, en 1864, sous le nom de Société Anonyme des carrières de Porphyre.
```
Le 
porphyre
 extrait des carrières a déjà permis de paver, en 
1705
, la route de 
Mons
 à 
Bruxelles
 mais aussi la 
Grand-Place de Bruxelles
. Il s'exporte dans tous les pays du monde ; souvent accompagné du 
savoir-faire
 des paveurs de 
Waterloo
 surnommés les « Blancs gilets » qui pavent, entre autres, la 
place Rouge
 à 
Moscou
 ou la 
place Stanislas
 à 
Nancy
[
4
]
.
```

Le maître de carrière innove, modernise, mécanise et industrialise les procédés d’extraction de la pierre et de production du produit fini. Il fait construire une machine à vapeur, un manège à chevaux et une ligne de chemin de fer privée qui permet de transporter les pierres de la carrière jusqu'au canal Bruxelles-Charleroi.
Sa production est impressionnante : 1,3 million de pavés, 300 000 tonnes par mois, avec l'emploi de 800 bateaux par an.

En 1896, l'entreprise emploie 2 500 salariés, puis 3 200 en 1905, et 3 500 en 1906. Cependant, la production diminue avec l'arrivée de la Seconde Guerre mondiale et l'arrivée de la technique de l'asphaltage. Ainsi, l'entreprise n'emploie plus que 2 158 ouvriers en 1937 et 750 en 1964.
Actuellement propriété, depuis 1985, de la SA Sagrex (filiale de HeidelbergCement), les carrières de Quenast ont acquis une spécialisation dans le granulat avec, entre autres, la fourniture du concassé ayant servi au ballast de toutes les voies des TGV européens.

#### Métallurgie

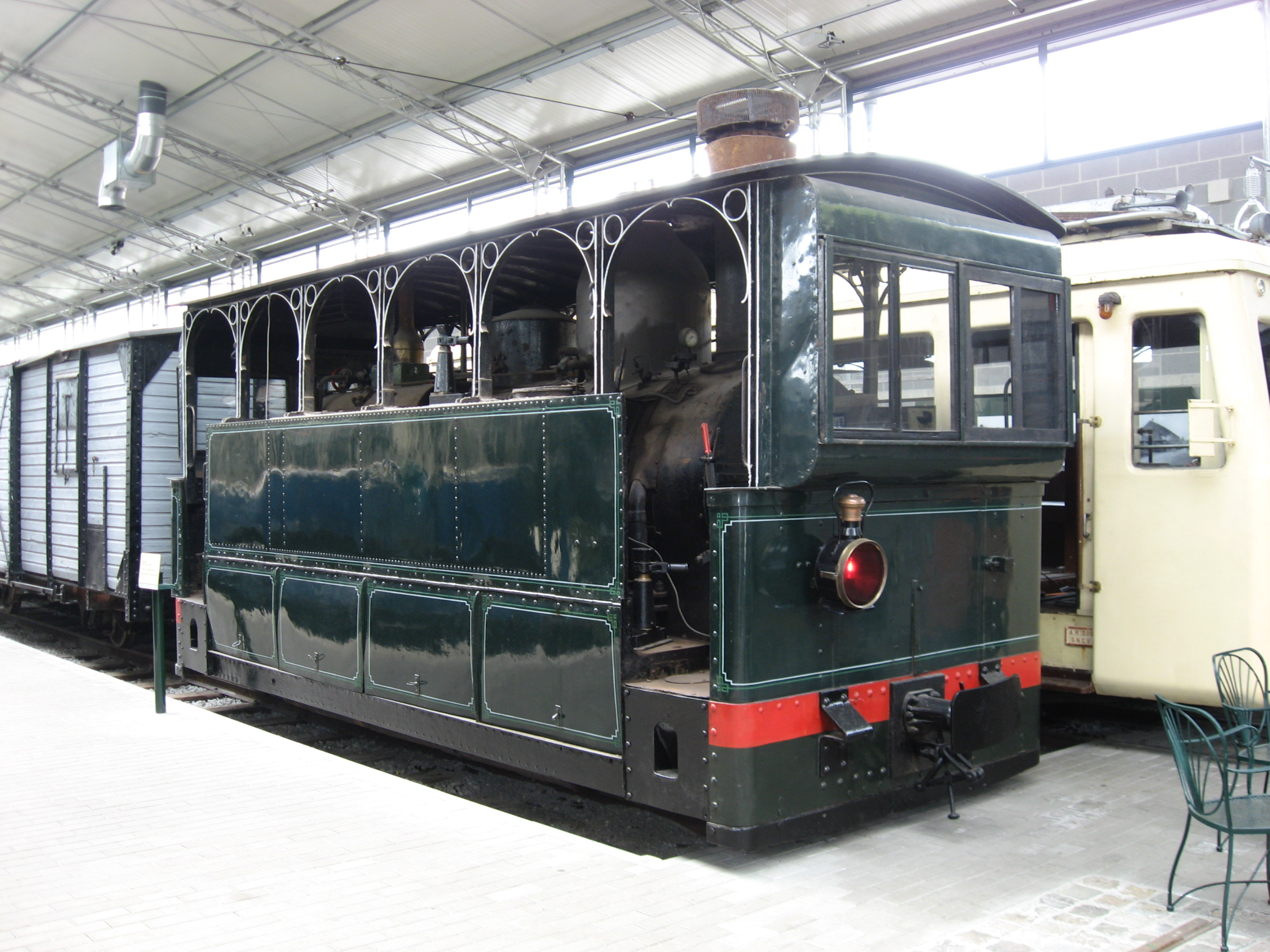
locomotive type 3 pour tramways à voie métrique de la SNCV construite par la SA de Construction de Tubize à partir de 1885 (musée A.S.Vi).

Consécutivement à la création, en 1848, de la ligne de chemin de fer privée entre la carrière de porphyre et le canal Bruxelles-Charleroi, Joseph Zaman transforme le dépôt du matériel roulant, situé à Tubize en atelier de réparation.
En 1854, les ateliers prennent le nom de Zaman-Sabatier, puis de SA de Construction de Tubize le 16 mars 1863 et, enfin, par inscription au Moniteur belge du 14 novembre 1864, est créée, conjointement, la SA Société d'exploitation de chemins de fer. En plus de la réparation, cet atelier construit aussi des locomotives.
En 1905, à la suite d'une réorganisation, la société change sa raison sociale en Ateliers Métallurgiques.

#### Sucrerie
Vers 1860, Joseph Zaman achète le château et la ferme de Wasseiges, soit 145 ha au total. Dans le même temps il acquiert également à Ambresin la ferme du Soleil avec 140 ha. Et Il deviendra propriétaire aussi de 140 ha dans les communes limitrophes. Zaman possédait plus de 400 hectares de bonnes terres de Hesbaye propices, notamment, à la culture de la betterave sucrière.
Le 27 mai 1864, Joseph Zaman avec cinq Tirlemontois : l'avocat Louis Vinckenbosch, l'industriel Henri Vinckenbosch, le cultivateur Edmond Vinckenbosch ainsi que les industriels Achille et Édouard Gilain créent, à Ambresin, une entreprise pour la fabrication du sucre sous la dénomination Zaman et Cie. Au terme de divers actes notariés, Joseph Zaman et Achille Gilain deviennent les seuls propriétaires.
En 1877, ils obtiennent l'autorisation de construire une ligne de chemin de fer vicinal entre la sucrerie et la gare de Noville-Taviers à condition de transporter aussi des voyageurs. Le 3 mai 1880, ce train transporte le Roi Léopold II qui inaugure le viaduc de Branchon. Le trafic sur la ligne 143 de la SNCV, aussi connue sous l’appellation de ligne Zaman, perdure jusqu'en 1956.
En 1892, les parts de Zaman dans la sucrerie sont rachetées par Achille Gilain qui la transforme en société anonyme en 1900. Rachetée par la Raffinerie tirlemontoise en 1974, la sucrerie d'Ambresin arrête ses activités de raffinage l'année suivante.

#### Krach financier
Après l'affaire Langrand-Dumonceau de 1870, le krach financier de 1884, consécutif de la Grande Dépression de 1873 provoque la ruine de Joseph Zaman et une nouvelle fois celles de nombreuses familles nobles catholiques.

### La personnalité politique
Joseph Zaman se lance en politique sous la bannière du Parti libéral. Il est devenu en 1858 Sénateur de circonscription électorale de Nivelles en remplacement d'un pasteur décédé. Il sera élu directement au suffrage censitaire aux élections de 1859 et réélu en 1867. Son mandat prendra fin en août 1870.

### Vie privée
Joseph Zaman épouse, le 25 août 1840, la comtesse Cécile Jeanne Anne Agnès Mélanie Du Monceau, petite-fille de Jean-Baptiste Dumonceau. Ils ont quatre enfants :
- Cécile Françoise Marie (1841-1921),
- Jules (1844-1845),
- Félix Joseph Marie (1846-1902),
- Anne Marie Joséphine (1848-1901).

Sa fille aînée Cécile épouse le baron Paul de Fierlant en 1861 et ils reçoivent, en 1868, le château de Limal acheté par le père de Cécile.

Sa fille cadette Anne épouse le baron Charles Victor d'Huart en 1866 et s’installent dans la maison du Bailli de Limal en face du château.
Grande Dépression (1873-1896)
Après le krach financier de 1873 et la Grande Dépression (1873-1896), Joseph Zaman vend ses châteaux en ses usines, se retire chez sa fille Anne et son gendre le baron Charles Victor d'Huart.
Il meurt à Bruxelles le 11 juillet 1894, onze ans avant son épouse Cécile. Les époux sont inhumés, tour à tour, dans la crypte familiale de l'ancien cimetière de Forest.

#### Demeures

##### Château Zaman

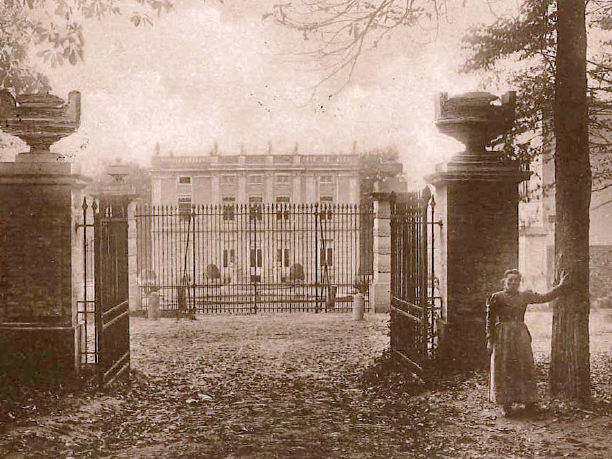
Le château Zaman avant 1880.

Après la mort, en 1857, de son oncle, le chevalier François-Jean Wyns de Raucour(t), Joseph Zaman occupe le domaine bâti à Forest par le premier en 1830.
Il l'agrandit jusqu'en 1874 pour le porter à 87 hectares ; il y fait construire une vaste demeure à deux étages de style néo-classique et aménager le parc qui l'entoure.
Lorsque sa fortune est anéantie par le krach financier de 1884, il doit abandonner le domaine à un industriel anderlechtois, un certain M. Vimenet, qui le rachète. Pendant la Seconde Guerre mondiale, le château est occupé successivement par les Allemands et les Anglais, avant d'être démoli en 1948. À son emplacement se trouve, maintenant le club de tennis Forest Domaine.

##### Château de Wasseiges
Vers 1860, Joseph Zaman achète le château et la ferme de Wasseiges qu'il occupe périodiquement.
Le fondateur de ce château est le baron d'Obin qui, en 1770, après s'être rendu chez Voltaire, fait construire une exacte réplique, hormis deux ailes, de celui du philosophe à Ferney. Dans le parc, il fait élever une chapelle gothique et un petit temple à l'antique[réf. nécessaire].

##### Château de Limal
Le 25 novembre 1868, il acquiert, par acte notarié passé devant le notaire Bourgeois de Bruxelles, le château de Limal aux héritiers de la famille d'Hooghvorst. Il offre ensuite le château à sa fille Cécile et à son gendre le baron Paul de Fierlant.
Détruit par un bombardement pendant la Seconde Guerre mondiale, le château a fait place à une villa toujours occupée par les descendants de Paul et Claire de Fierlant (née Lequime).

##### Château de Bousval
En 1884, son cousin Adhémar Zaman rachète le château de Bousval à la famille de Vrière-van der Stegen et le cède en 1886 à Adolphe Delhaize (un des frères de Jules Delhaize), qui y vécut en le transformant grandement et en y aménageant notamment une cave frigorifique dans le parc.

### Distinctions et honneurs
- Le 8 octobre 1858, Joseph Zaman obtient à titre personnel une concession de noblesse du roi Léopold 1er[15].
- Officier de l'Ordre de Léopold.

#### Héraldique
| Blason | Blasonnement : Armoiries de Joseph Emmanuel Jérôme Zaman Commentaires : de gueules, à trois fasces d'argent, chaque fasce chargée de mouchetures d'hermines, la première de cinq, la deuxième de quatre, la troisième de trois mouchetures. Cimier : deux maures naissants affrontés, celui de dextre habillé d'argent avec retroussis de gueules, celui de sénestre habillé de gueules avec retroussis d'argent. |

## Souvenir
- Une rue de Forest porte son nom: l'avenue Zaman (tracée en 1880)
- à Rebecq et à Branchon, la rue Zaman.